# (1548) Palomaa
(1548) Palomaa ist ein Asteroid des Hauptgürtels, der am 26. März 1935 von dem finnischen Astronomen Yrjö Väisälä in Turku entdeckt wurde.
Der Asteroid trägt den Namen des finnischen Chemikers M. H. Palomaa.